# From the Ashes
Ne doit pas être confondu avec  le film « From the Ashes ».
Albums de Pennywise
Land of the Free?
(2001) The Fuse
(2005)
From The Ashes est le huitième album studio du groupe de skate punk mélodique américain Pennywise. Il est sorti le 8 septembre 2003.

## Line-up
- Jim Lindberg : chant
- Fletcher Dragge : guitare et chœurs
- Randy Bradbury : basse et chœurs
- Byron McMackin : batterie

## Liste des chansons de l'album
1. Now I Know - 2:59
2. God Save The USA - 3:06
3. Somethin' To Change - 2:41
4. Waitin' - 2:59
5. Salvation - 2:42
6. Look Who You Are - 3:05
7. Fallin' Down - 2:56
8. Holiday In The Sun - 3:06
9. This Is Only A Test - 2:57
10. Punch Drunk - 3:10
11. Rise Up - 2:47
12. Yesterdays - 3:34
13. Change My Mind - 2:09
14. Judgment Day - 2:49